# Real da 8
Il real da 8 (noto anche come pezzo da otto o dollaro spagnolo; in spagnolo real de a ocho, peso de ocho o dólar español; in inglese eight real coin, piece of eight o Spanish dollar) era una moneta d'argento, dal valore di otto reales, che veniva coniata nell'Impero spagnolo dopo la riforma della monetazione del 1497. 
Ebbe corso legale negli Stati Uniti fino all'emissione dell'Atto del Congresso che abolì la pratica nel 1857. A causa dell'ampia diffusione in Europa, nelle Americhe e nell'Estremo Oriente, divenne la prima moneta mondiale verso la fine del XVIII secolo. Molte monete in circolazione, come il dollaro canadese, il dollaro statunitense, lo yen e lo yuan cinese, come la maggior parte delle monete dell'America Latina e il peso filippino erano inizialmente basati sulle monete da 8 real.
Il termine "peso" era usato in spagnolo per indicare questa moneta e divenne la base per molte delle monete delle ex-colonie spagnole, tra cui i pesos di Argentina, Cile, Colombia, Costa Rica, Cuba, Repubblica Domenicana, Ecuador, Guatemala, Honduras, Messico, Nicaragua, Paraguay, Filippine, Porto Rico, San Salvador, Uruguay e Venezuela.

## Storia

### Spagna
In seguito all'introduzione del Guldengroschen in Austria nel 1486, l'idea di una moneta d'argento di grande modulo con un titolo elevato si diffuse rapidamente nel resto d'Europa. La riforma monetaria della Spagna portò all'introduzione della moneta da 8 real nel 1497.
La moneta fu coniata con molti disegni differenti nei secoli successivi nelle varie zecche spagnole fino al XIX secolo, riscontrando un ampio successo anche fuori dai confini spagnoli. Nel XIX secolo la denominazione della moneta fu cambiata in 20 real (basati sui 20 reales de vellón) e finalmente in 2 escudo.
L'adozione in Spagna della peseta e l'adesione all'Unione Monetaria Latina significò la fine definitiva delle ultime vestigia del pezzo da 8 nella Spagna stessa. Tuttavia la moneta da 5 pesete era leggermente più piccola e più leggera ma aveva la stessa purezza dell'argento (90%).
Negli anni 1990 furono coniate monete commemorative da 2.000 pesete, simili in misura e peso agli 8 real e con lo stesso grado di purezza.

### Messico
Dopo l'indipendenza ottenuta nel 1821, la monetazione messicana di real d'argento e di escudo d'oro seguì le linee di quella spagnola fino alla decimalizzazione e all'introduzione del peso. La moneta messicana da 8 real (divenuta in seguito la moneta da 1 peso) continuò a essere popolare nei commerci internazionali per tutto il XIX secolo.
Dopo il 1918 il peso fu ridotto nelle misure e nel titolo e altre riduzioni ci furono negli anni 1940 e 1950. Tuttavia la moneta da 2 pesi del 1921, da 5 del 1947 e da 10 del 1955 furono coniate con le stesse dimensioni e purezza del vecchio peso.

### Stati Uniti
Il Coinage Act del 1792 creò la zecca statunitense (United States Mint), ma i primi dollari statunitensi non erano popolari come le monete spagnole che erano più pesanti e con un titolo maggiore. La moneta da otto real nominalmente pesava 550,209 grani spagnoli (27,468 grammi), con un titolo di 0,93055, cioè 25,560 grammi di argento puro. Comunque il peso e il grado di purezza variò significativamente secondo la zecca e il secolo. Invece il Coinage Act del 1792 specificò che il dollaro statunitense doveva contenere 371 4/16 grani (24,1 g) di argento puro o 416 grain (27,0 g) di silver standard.
Il pezzo da otto aveva il valore nominale di otto real. Le monete erano spesso tagliate letteralmente in otto "bit", o a volte in quattro quarti per creare delle monete divisionali. Questa è l'origine del nome colloquiale che hanno di pezzo da otto e dei nomi di "quarter" e "due bits"  usati negli Stati Uniti per la moneta da 25 cent.
Prima della Rivoluzione americana ci fu, a causa delle politiche mercantilistiche britanniche, una cronica carenza di monete britanniche nelle colonie. I commerci erano spesso condotti usando le monete coloniali spagnole. La monetazione spagnola ebbe corso legale negli Stati Uniti fino a che un Act del Congresso non interruppe questa practica nel 1857.
Legati per molto tempo alla tradizione della pirateria, i "pezzi da otto" erano prodotti nelle Americhe e trasportati in massa con apposite flotte in Spagna (per pagare le guerre e molte altre cose), facendone un obiettivo desiderato per i pirati di mare. Alcuni pirati diventarono tra le persone più ricche del mondo. Il galeone di Manila trasportava due volte all'anno l'argento messicano a Manila nelle Filippine spagnole, dove poteva essere scambiato con merci filippine e cinesi, dato che l'argento era l'unica cosa straniera che la Cina accettava. Nei commerci orientali sui "dollari spagnoli" erano spesso impressi caratteri cinesi noti come "chop marks" che indicavano che quella particolare moneta era stata saggiata da un mercante ben conosciuto e valutata genuina.
Grazie ai vasti depositi d'argento che erano stati trovati in Messico (ad esempio a Taxco e Zacatecas) e a Potosí nell'attuale Bolivia, e all'argento proveniente dagli altri possedimenti spagnoli nelle Americhe, anche le zecche in Messico e in Perù cominciarono a coniare queste monete.

Area di influenza del real da 8 e di altre monete spagnole e portoghesi

Milioni di monete furono coniate nel corso di diversi secoli. Furono le monete con maggior diffusione in tutto il periodo coloniale delle Americhe e erano ancora in uso nel Nord America e nel Sud-Est dell'Asia nel XIX secolo. Negli Stati Uniti avevano il valore di un dollaro.
La moneta era, grosso modo, equivalente al tallero d'argento emesso in Boemia e in altri posti dal 1517. Il nome tedesco, "thaler", (o "dahler" in Basso tedesco) divenne dollar in francese e inglese.
Il legame con i Pezzi da Otto ha lasciato traccia nel simbolo del dollaro statunitense ($), normalmente visto come una S, che è in realtà un 8. La forma è stata modificata dall'uso, e l'8 è barrato, come si fa di solito per distinguere le lettere destinate a indicare valori monetari.

### Narrativa, cinema e altro
Nella cultura moderna popolare il "pezzo da otto" è spesso associato all'immagine popolare dei pirati.
- Nel romanzo L'isola del tesoro di Robert Louis Stevenson il pappagallo di Long John Silver è stato evidentemente addestrato a gridare "Pezzi da otto!". Questo uso legò la moneta (e i pappagalli) ai pirati nella rappresentazione romanzesca di questi ultimi.
- In Going Postal di Terry Pratchett, il pappagallo di Reacher Gilt grida "dodici e mezzo percento!" come parodia del pappagallo di Long John Silver.
- Nel film i Pirati dei Caraibi - Ai confini del mondo i Pirati Nobili devono incontrarsi per mettere assieme "Nove pezzi da otto", dato che questi pezzi erano stati usati per sigillare la dea Calypso nella sua forma umana.
- In RuneScape i pezzi da otto sono un mezzo di pagamento per un minigame chiamato "Trouble Brewing" di ambientazione piratesca e possono essere usati per acquistare abbigliamento da pirati.[1]
- Nella serie di avventure grafiche Monkey Island per Amiga e PC, anch'esse di ambientazione piratesca, tutte le transazioni in denaro avvengono tramite i pezzi da otto.